# Ekaterina Atalık
Ekaterina Atalık (nascuda Polóvnikova; Rússia, 14 de novembre de 1982) és una jugadora d'escacs turca d'origen rus que té el títol de Mestre Internacional des de 2007 i el de Gran Mestre Femení (WGM).
A la llista d'Elo de la FIDE del desembre de 2021, hi tenia un Elo de 2420 punts, cosa que en feia la jugadora número 1 (femenina) de Turquia (i la número 11 absoluta del país). El seu màxim Elo va ser de 2481 punts, a la llista de setembre de 2011 (posició 1135 al rànquing mundial). Forma part del top 100 femení mundial.
El 9 de novembre de 2005 es va casar amb el Gran Mestre d'escacs turc Suat Atalık, de 41 anys, i obtingué així la nacionalitat turca.

## Resultats destacats en competició
El 1997 va guanyar el Campionat d'Europa Sub-16 femení celebrat a Tallinn.
L'abril de 2006 va coronar-se Campiona d'Europa, en guanyar el 7è Campionat d'Europa femení a Kuşadası (Turquia), per davant de Tea Bosboom-Lanchava.
Ha guanyat el campionat femení de Turquia quatre cops, els anys 2008, 2016, 2018, i 2020.

### Participació en olimpíades d'escacs
Atalık ha participat, representant Azerbaidjan i Turquia, en dues Olimpíades d'escacs en els anys 1996 i 2006 (un cop com a 1r tauler), amb un resultat de (+10 =10 –4), per un 62,5% de la puntuació. El seu millor resultat el va fer a l'Olimpíada del 2006 en puntuar 7½ de 12 (+5 =5 -2), amb el 62,5% de la puntuació, amb una performance de 2318.

## Partides notables
- Nino Khurtsidze vs Ekaterina Polovnikova-Atalik, Campionat del món femení de la FIDE de 2004, Obertura Anglesa: Variant anglo-eslava (A11), 1/2-1/2
- Ekaterina Polovnikova-Atalik vs Almira Skripchenko-Lautier, Festival internacional de Biel (femení) 2006, Defensa Budapest (A51), 1-0